# Ernest Truex

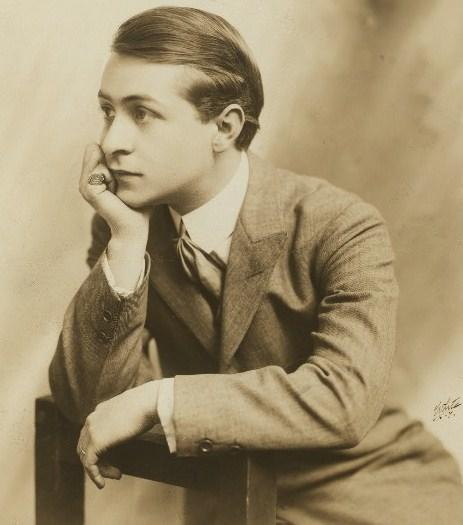
Ernest Truex als junger Mann

Ernest Truex (* 19. September 1889 in Kansas City, Missouri; † 26. Juni 1973 in Fallbrook, Kalifornien) war ein US-amerikanischer Schauspieler bei Theater, Film und Fernsehen.

## Leben und Karriere
Ernest Truex hatte eine lange und erfolgreiche Karriere am New Yorker Broadway. In einem Zeitraum von 1913 bis 1966 trat Truex in insgesamt über 130 Film- und Fernsehproduktionen auf. Bekannt wurde er sowohl auf der Bühne wie im Film durch die Darstellung langleidender, unterdrückter oder ängstlicher Männer zu komödiantischen Zwecken. Um 1940 stand er für einige Screwball-Komödien vor der Kamera, beispielsweise als neurotischer Reporter Roy Besinger in Sein Mädchen für besondere Fälle (1940) an der Seite von Cary Grant und Rosalind Russell sowie als Firmenchef in Weihnachten im Juli (1940) von Preston Sturges an der Seite von Dick Powell. In den 1950er-Jahren übernahm er wiederkehrende Rollen in einigen US-Fernsehserien.
Ernest Truex wurde im Jahr 1960 in der Kategorie Fernsehen mit einem Stern auf dem Hollywood Walk of Fame geehrt. Er war dreimal verheiratet, zuletzt von 1937 bis zu seinem Tod mit der Schauspielerin Sylvia Field, und hatte drei Söhne. Sein ältester Sohn Philip Truex (1911–2008) war ebenfalls Schauspieler und war als tote Titelfigur im Hitchcock-Film Immer Ärger mit Harry (1955) zu sehen.

## Filmografie (Auswahl)
- 1913: Caprice (Kurzfilm)
- 1916: Artie, the Millionaire Kid
- 1919: Oh, You Women!
- 1933: Get That Venus
- 1938: Die Abenteuer des Marco Polo (The Adventures of Marco Polo)
- 1939: Drunter und drüber (It’s a Wonderful World)
- 1939: Die Findelmutter (Bachelor Mother)
- 1939: The Under-Pup
- 1940: Sein Mädchen für besondere Fälle (His Girl Friday)
- 1940: Lillian Russell
- 1940: Dance, Girl, Dance
- 1940: Weihnachten im Juli (Christmas in July)
- 1942: Star Spangled Rhythm
- 1943: This Is the Army
- 1945: Club Havana
- 1945: Life With Blondie
- 1948: Auf einer Insel mit dir (On an Island with You)
- 1952–1955: Mister Peepers (Fernsehserie, 18 Folgen)
- 1953–1954: Jamie (Fernsehserie, 26 Folgen)
- 1956: Tag der Entscheidung (The Leather Saint)
- 1957: Befiehl du deine Wege (All Mine to Give)
- 1957: Vater ist der Beste (Father Knows Best, Fernsehserie, Folge 3x36)
- 1958: Hart am Wind (Twilight for the Gods)
- 1958–1959: The Ann Sothern Show (Fernsehserie, 15 Folgen)
- 1959/1962: Twilight Zone (The Twilight Zone, Fernsehserie, 2 Folgen)
- 1960: Dennis the Menace (Fernsehserie, Folge 2x12)
- 1961: Pete and Gladys (Fernsehserie, 6 Folgen)
- 1961/1962: Alfred Hitchcock Presents (Fernsehserie, 2 Folgen)
- 1964: Bonanza (Fernsehserie, Folge 6x08 Das Geschäft seines Lebens)
- 1965: Fluffy
- 1965/1966: Petticoat Junction (Fernsehserie, 2 Folgen)